# Islam en El Salvador
En El Salvador existe una pequeña comunidad islámica constituida en mayor medida por salvadoreños conversos algunos de ellos de origen palestino y en menor medida extranjeros de diversos países, el número de musulmanes practicantes no supera las 500 personas, aunque no existen estudios precisos al respecto.

## Antecedentes Históricos
Aunque no existen datos históricos del todo verificables y precisos en cuanto a la presencia de los primeros musulmanes en el país, podemos encontrar algunas nociones en el trabajo de Pedro Escalante y Abraham Daura, en la que se hace referencia a que la presencia de musulmanes puede rastrearse a los tiempos de la Colonia, aunque aclarando que se trata sólo de una posibilidad.
Sin embargo Pedro Escalante señala en una entrevista  que a pesar de todo, El Salvador no pudo escapar de la influencia islámica, ya que encontramos rastros de ésta en su gastronomía, cultura, lengua, arquitectura (aún visibles en las ruinas de la antigua iglesia de Caluco en Sonsonate y del Pilar en San Vicente) etc.
Inmigración de principios y mediados del siglo XX
Está bien documentada esta ola de inmigrantes, provenientes en la mayoría de casos de suelo palestino, al parecer el 99% de religión cristiana, entre ellos figuran nombres de personas conocidas como Schafik Jorge Handal Handal y el expresidente Elías Antonio Saca (ninguno de ellos musulmán). De los musulmanes que vinieron en ese momento se sabe poco o nada y es de notar que no hubo entre ellos mucha comunicación u organización en cuestiones de la propagación y práctica de la fe islámica.

## Organizaciones islámicas del país
La primera organización islámica en El Salvador es la «Iglesia Islámica de El Salvador» (nombre oficial según Personería Jurídica), fundada en el año 1992, por Armando Bukele Kattán.
El Sheik Abdul Hadi Bazurto es considerado el fundador del islam sunni en El Salvador. Fue el primer imán de la mezquita la luz. 
En la actualidad, el Sheik Abdul Hadi Bazurto es El imán del Centro Islámico Al Andaluz en San Salvador. 
La comunidad chií de El Salvador en la actualidad ya no existe.

## Actividades islámicas
Se celebran semanalmente por lo general los rezos del viernes, se distribuye material islámico a diferentes instituciones, programas radiales, se celebran las festividades más importantes del calendario islámico y se llevan a cabo charlas, conferencias y ponencias.